# Vladimir Soria
Vladimir Soria (Cochabamba, 15 juli 1964) is een voormalig Boliviaans voetballer, die speelde als middenvelder. Hij beëindigde zijn loopbaan in 2000 bij Club Bolívar, en stapte nadien het trainersvak in.

## Clubcarrière
Soria begon zijn professionele loopbaan in 1982 bij Club Jorge Wilstermann. Twee jaar later stapte hij over naar Club Bolívar. Daar speelde hij zestien seizoenen onafgebroken, totdat hij eind 2000 zijn carrière beëindigde. Met Club Bolívar werd hij achtmaal landskampioen.

## Interlandcarrière
Soria speelde in totaal 51 interlands voor Bolivia in de periode 1989-2000 en scoorde eenmaal voor La Verde. Onder leiding van bondscoach Jorge Habegger maakte hij zijn debuut op 25 mei 1989 in de Copa América-wedstrijd tegen Colombia (0-1) in Cochabamba, net als Erwin Sánchez, Francisco Takeo, Miguel Rimba, Arturo García en Eligio Martínez. Soria nam met zijn vaderland tweemaal deel aan de strijd om de Copa América: 1997 en 1999. Tevens maakte hij deel uit van de selectie die deelnam aan het WK voetbal 1994 in de Verenigde Staten.

## Erelijst
Club Bolívar
- Liga de Boliviano

1985, 1986, 1988, 1991, 1992, 1994, 1996, and 1997